# Camabatela
Camabatela és una ciutat seu del municipi d'Ambaca (Concelho de Ambaca) en la província de Kwanza-Nord, a l'interior d'Angola a l'Est de Luanda.

## Geografia
Situada a una altitud de 1178 msnm, té 11.600 habitants. una església catòlica i l'aeroport de Camabatela.

## Història
Fruit de la colonització portuguesa la ciutat va ser fundada en 1611.
Les vitals regions de Negage i Camabatela foren escollides per formar el nucli rebel i protagonitzar la rebel·lió contra el domini colonial el 17 de març de 1961. Al no aconseguir suficient suport natiu fracassa la rebel·lió i a Camabatela van ser detinguts els sis membres del govern rebel i les poblacions natives tornaren a les hisendes sota la protecció de l'Exèrcit portuguès. En febrer de 1969 es va produir una emboscada de la guerrilla a la carretera Binda-Camabatela, amb 5 morts i 13 ferits de l'Exèrcit portuguès.